# Zaprionus fumipennis
Zaprionus fumipennis är en tvåvingeart som beskrevs av Seguy 1938. Zaprionus fumipennis ingår i släktet Zaprionus och familjen daggflugor.
Artens utbredningsområde är Kenya. Inga underarter finns listade i Catalogue of Life.